# ديل ري أوكس
ديل ري أوكس  (بالإنجليزية: Del Rey Oaks)‏، وكانت تدعى سابقا ديل ري وودز (بالإنجليزية: Del Rey Woods)‏ هي إحدى مدن مقاطعة مونتيري، كاليفورنيا، وهي تقع جنوب شرق مدينة سيسيدي، وترتفع 82 قدم (25 م) عن سطح البحر. بلغ عدد السكان 1,624 في تعداد 2010. ديل راي أوكس هو عضو في جمعية حكومات منطقة خليج مونتيري، وهي وكالة حكومية إقليمية.
```
تم إعطاءها لقب مدينة في 
3 سبتمبر
، 
1953
.
```

## التركيبة السكانية
حدّد مكتب تعداد الولايات المتحدة بيانات التركيبة السكانية لديل ري أوكس في تعداد الولايات المتحدة. في ما يلي، التركيبة السكانية حسب تعدادي 2000 و2010.

### تعداد عام 2000
بلغ عدد سكان ديل ري أوكس 1,650 نسمة بحسب تعداد عام 2000، وبلغ عدد الأسر 704 أسرة وعدد العائلات 450 عائلة مقيمة في المدينة. في حين سجلت الكثافة السكانية 1,398.3 نسمة لكل كيلومتر مربع (3,621.6/ميل2). وبلغ عدد الوحدات السكنية 727 وحدة بمتوسط كثافة قدره 616.1 لكل كيلومتر مربع (1,595.7/ميل2).
وتوزع التركيب العرقي للمدينة بنسبة 86.36% من البيض و1.58% من الأمريكيين الأفارقة و0.85% من الأمريكيين الأصليين و5.15% من الأمريكيين ذوي الأصول الآسيوية و2.55% من الأعراق الأخرى و3.52% من عرقين مختلطين أو أكثر و6.61% من الهسبانيون أو اللاتينيون من أي عرق.
بلغ عدد الأسر 704 أسرة كانت نسبة 26.4% منها لديها أطفال تحت سن الثامنة عشر تعيش معهم، وبلغت نسبة الأزواج القاطنين مع بعضهم البعض 52.7% من أصل المجموع الكلي للأسر، ونسبة 8.7% من الأسر كان لديها معيلات من الإناث دون وجود شريك، بينما كانت نسبة 2.6% من الأسر لديها معيلون من الذكور دون وجود شريكة وكانت نسبة 36.1% من غير العائلات. تألفت نسبة 27.1% من أصل جميع الأسر من عدة أفراد يعيشون في نفس المنزل ونسبة 9.4% كانت تتألف من شخص يعيش بمفرده يبلغ من العمر 65 عاماً أو أكثر. وبلغ متوسط حجم الأسرة المعيشية 2.34، أما متوسط حجم العائلات فبلغ 2.86.
بلغ العمر الوسطي للسكان 43.8 عاماً. وكانت نسبة 19.2% من القاطنين تحت سن الثامنة عشر، وكانت نسبة 5.7% بين الثامنة عشر والرابعة والعشرين عاماً، ونسبة 27.3% كانت واقعةً في الفئة العمرية ما بين الخامسة والعشرين والرابعة والأربعين عاماً، ونسبة 31.9% كانت ما بين الخامسة والأربعين والرابعة والستين، ونسبة 15.9% كانت ضمن فئة الخامسة والستين عاماً فما فوق. يوجد لكل 100 أنثى 90.5 ذكر، ويوجد لكل 100 أنثى في الثامنة عشر من عمرها فما فوق 85.5 ذكر.
بلغ متوسط دخل الأسرة في المدينة 59,423 دولارًا، أما متوسط دخل العائلة فبلغ 70,119 دولارًا. وكان متوسط دخل الذكور 48,977 دولارًا مقابل 35,500 دولارًا للإناث. وسجل دخل الفرد الخاص بالمدينة 30,035 دولارًا. وكانت نسبة 2.9% من العائلات ونسبة 5% من السكان تحت خط الفقر، وكان من هؤلاء نسبة 7.4% تحت سن الثامنة عشر ونسبة 1.9% في الخامسة والستين من العمر وما فوق.

### تعداد عام 2010
بلغ عدد سكان ديل ري أوكس 1,624 نسمة بحسب تعداد عام 2010، وبلغ عدد الأسر 701 أسرة وعدد العائلات 443 عائلة مقيمة في المدينة. في حين سجلت الكثافة السكانية 1,376.3 نسمة لكل كيلومتر مربع (3,564.6/ميل2). وبلغ عدد الوحدات السكنية 741 وحدة بمتوسط كثافة قدره 628 لكل كيلومتر مربع (1,626.5/ميل2).
وتوزع التركيب العرقي للمدينة بنسبة 81.65% من البيض و0.99% من الأمريكيين الأفارقة و0.74% من الأمريكيين الأصليين و7.88% من الأمريكيين ذوي الأصول الآسيوية و0.25% من سكان جزر المحيط الهادئ و3.20% من الأعراق الأخرى و5.30% من عرقين مختلطين أو أكثر و10.41% من الهسبانيون أو اللاتينيون من أي عرق.
بلغ عدد الأسر 701 أسرة كانت نسبة 23.4% منها لديها أطفال تحت سن الثامنة عشر تعيش معهم، وبلغت نسبة الأزواج القاطنين مع بعضهم البعض 51.5% من أصل المجموع الكلي للأسر، ونسبة 8.1% من الأسر كان لديها معيلات من الإناث دون وجود شريك، بينما كانت نسبة 3.6% من الأسر لديها معيلون من الذكور دون وجود شريكة وكانت نسبة 36.8% من غير العائلات. تألفت نسبة 29.8% من أصل جميع الأسر من عدة أفراد يعيشون في نفس المنزل ونسبة 12.8% كانت تتألف من شخص يعيش بمفرده يبلغ من العمر 65 عاماً أو أكثر. وبلغ متوسط حجم الأسرة المعيشية 2.32، أما متوسط حجم العائلات فبلغ 2.86.
بلغ العمر الوسطي للسكان 46.2 عاماً. وكانت نسبة 17.5% من القاطنين تحت سن الثامنة عشر، وكانت نسبة 5.7% بين الثامنة عشر والرابعة والعشرين عاماً، ونسبة 25.4% كانت واقعةً في الفئة العمرية ما بين الخامسة والعشرين والرابعة والأربعين عاماً، ونسبة 32.5% كانت ما بين الخامسة والأربعين والرابعة والستين، ونسبة 19% كانت ضمن فئة الخامسة والستين عاماً فما فوق. وتوزع التركيب الجنسي للسكان بنسبة 47.7% ذكور و52.3% إناث.